# Liberté d'installation
La liberté d'installation est la capacité laissée à un professionnel d'exercer son activité là où il le souhaite sur un territoire donné.
En France, celle dont jouissent les médecins libéraux est considérée par certains[Qui ?] comme un enjeu de santé publique car elle coexiste avec une désertification médicale de certaines régions, la situation de médecin de campagne étant de fait peu attractive.